# Kent Carter
Kent Carter (* 12. Juni 1939 in Hanover, New Hampshire) ist ein amerikanischer Bassist und Cellist des Modern Jazz und des Creative Jazz.

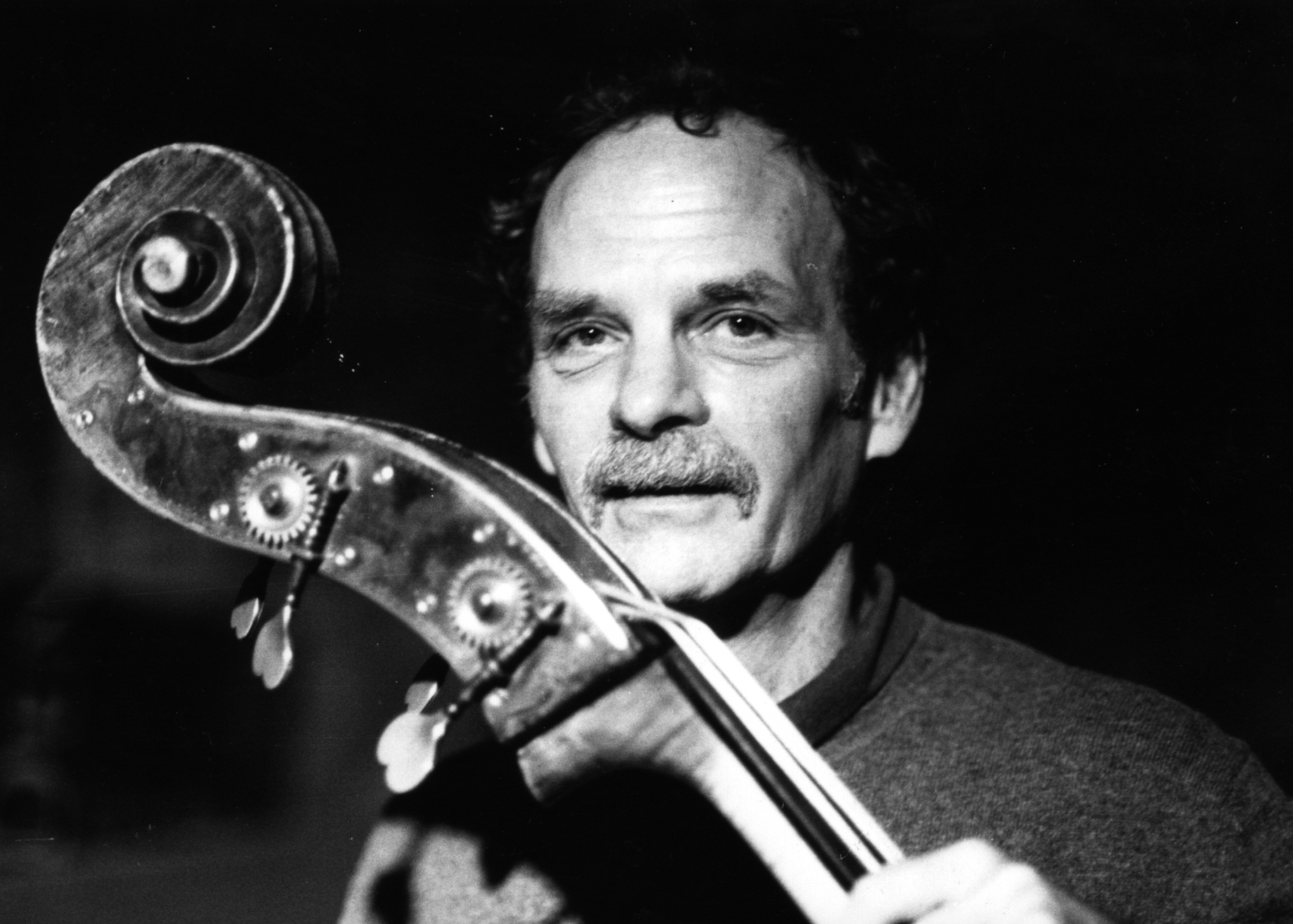
Kent Carter, 1998

## Wirken
Carter stammt aus einer musikalischen Familie; sein Vater, Bratscher und Leiter des Vermont State Symphony Orchestra, hat ihm früh Cello-, Fagott- und Kompositionsunterricht erteilt. Nachdem er zunächst in Countrybands als Gitarrist gearbeitet hatte, wechselte er 1959 zum Bass und besuchte von 1960 bis 1964 das Berklee College of Music. Daneben spielte er mit Herb Pomeroy, Don Cherry, Karl Berger, Hal Galper, Sam Rivers und Keith Jarrett, außerdem in der Hausband des Clubs Lennie’s on the Turnpike bei Boston. Gemeinsam mit Mike Nock und Paul Motian begleitete er Musiker wie Booker Ervin, Zoot Sims, Phil Woods oder Charlie Mariano, bevor er Mitte der 1960er Jahre nach New York City zog.
Durch die Zusammenarbeit mit dem Pianisten Lowell Davidson kam er ins Umfeld des Jazz Composer’s Orchestra; er arbeitete auch mit Gil Evans und mit Paul Bley („Touching“ 1965), mit dem er auf Europatournee ging. 1970 ließ sich Carter in Paris nieder und spielte mit Gato Barbieri, Archie Shepp, Noah Howard, Roswell Rudd, John Tchicai, Robin Kenyatta und dem Spontaneous Music Ensemble. Für einen längeren Zeitraum von 1970 bis 1983 gehörte er zur Gruppe von Steve Lacy („Troubles“, 1979; „Regeneration“, 1982). Weiterhin war er Mitglied eines Trios mit Takahasi Kako und Oliver Johnson, Tom van der Gelds „Children at Play“, dem Trio Detail und dem Theo Jörgensmann/Petras-Vyšniauskas-Quintet. Er begründete ein eigenes „String Trio“ (zunächst mit Carlos Zingaro, später mit Albrecht Maurer; Willisau Suites, 1984, Intersections, 2004–2005) und arbeitete auch mit einem zweiten Trio, Voyage. Außerdem nahm er u. a. an Projekten von Billy Bang, Andrea Centazzo, Itaru Oki, Gianni Lenoci und Eckard Koltermann teil. Mit Gianni Lenoci und Bill Elgart entstand 2012 das Album Plaything. Der in Südfrankreich lebende Musiker komponiert zudem Filmmusik.

## Diskographische Hinweise
- Beauvais Cathedral (Emanem, 1974) mit Mikala Marcus, Richard Marechin, Carlos Zingaro
- Quintessence  „Spontaneous Music Ensemble“ (Emanem, 1986)
- The Juillaguet Collection (Emanem, 1996) mit Albrecht Maurer
- The Willisau Suites (Emanem, 1997)
- Intersections (Emanem, 2004/2005) mit Kent Carter String Trio
- Rivière Composers Pool, Summer Works 2009  (Emanem, 2010; 3CD-Box) mit Theo Jörgensmann, Albrecht Maurer, Etienne Rolin.
- Bobby Bradford / Frode Gjerstad / Kent Carter / John Stevens: Blue Cat (NoBusiness, 2019)

## Lexigraphische Einträge
- Martin Kunzler: Jazz-Lexikon. Band 1: A–L (= rororo-Sachbuch. Bd. 16512). 2. Auflage. Rowohlt, Reinbek bei Hamburg 2004, ISBN 3-499-16512-0.